# Von Kleist
Von Kleist is een Duitse, adellijke familienaam. Tot de familie behoren:
- Ewald Georg von Kleist (1700-1748), Duitse rechtsgeleerde, predikant en natuurkundige
- Heinrich von Kleist (1777-1811), Duits schrijver
  - Heinrich-von-Kleistpark, stadspark in Berlijn, genoemd naar Heinrich von Kleist
- Ewald von Kleist (1881-1954), Duitse veldmaarschalk
  - Panzergruppe Kleist, een naar Ewald von Kleist genoemde groep van legereenheden tijdens de Tweede Wereldoorlog, later omgevormd tot de Panzergruppe 1 (Pantsergroep 1) en nog later tot het 1e Pantserleger (1. Panzerarmee)
- Adolf von Kleist (1886-1957), Duitse generaal